# Эномото Такэаки
Эномото Такэаки (яп. 榎本武揚, 25 августа 1836 — 26 августа 1908) — виконт, японский адмирал, верный правительству сёгуната Токугавы в войне Босин. После поражения сил сёгуната от императорских войск он бежал на остров Хоккайдо и основал первую в Новой истории Азии республику, став первым демократически избранным президентом Республики Эдзо в 1868 году. В следующем году императорские войска вторглись на Хоккайдо. Республика прекратила своё существование, а Эномото Такэаки был захвачен в плен и осуждён по обвинению в государственной измене. В 1872 году бывший адмирал был помилован и поступил на службу правительства Мэйдзи. Впоследствии Эномото Такэаки был послом Японии в России и возглавлял военно-морское министерство Японии.

## Биография

### Детство и юность

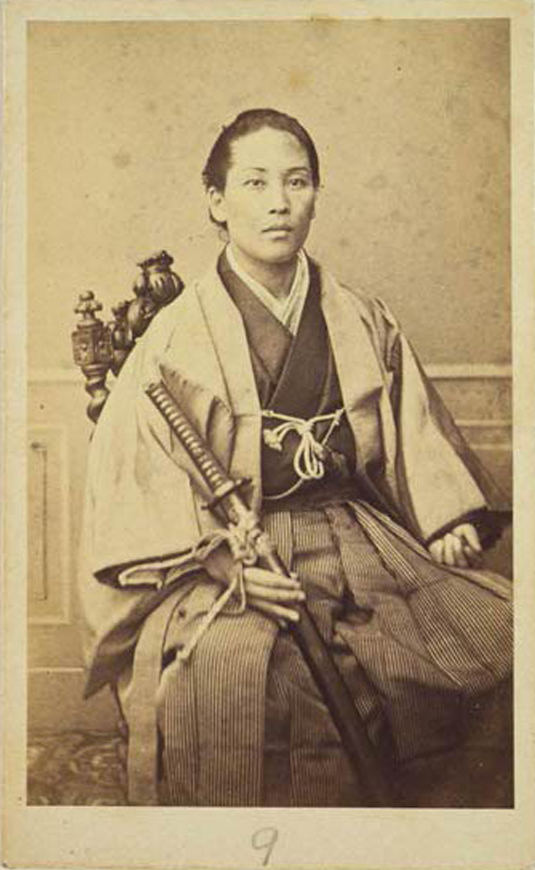
Эномото в 19 лет, перед отъездом в Европу

Эномото происходил из самурайской семьи, служившей непосредственно роду Токугава в Токио, в районе Ситая (современный район Тайто). В 1850-х Эномото начал учить нидерландский язык, а после насильственного «открытия» Японии коммодором Мэттью Перри в 1854 году поступил в токугавское Морское училище в Нагасаки и в Военно-морское училище в Эдо (Цукидзи).
В возрасте 26 лет Эномото был отправлен в Нидерланды, где обучался западным технологиям военно-морского дела. Такэаки прожил в Европе с 1862 по 1867 годы, овладев английским и нидерландским языками.
Эномото вернулся в Японию на борту «Кайё Мару» — военного корабля с паровым двигателем, купленного сёгунатом у Нидерландов. Во время пребывания за границей Эномото осознал перспективы телеграфа и по возвращении начал планировать телеграфную связь между Токио и Иокогамой. В Японии 31-летнему Эномото был присвоен ранг заместителя командующего флотом (яп. 海軍副総裁 кайгун фукусосай), а также придворный титул управляющего Идзуми (яп. 和泉守 идзуми но ками).

### Война Босин и реставрация Мэйдзи

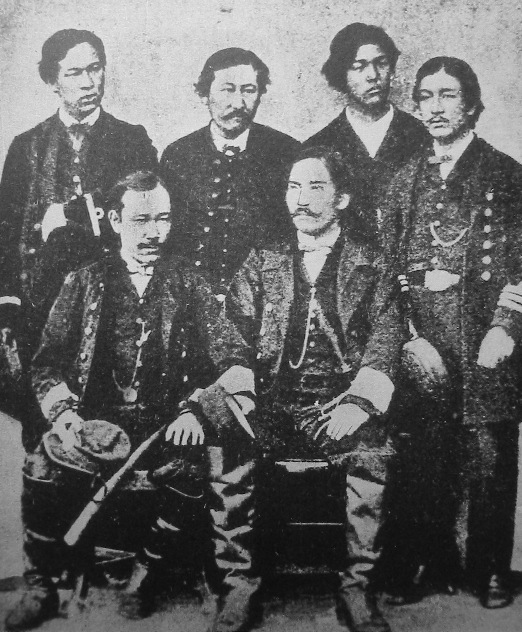
Первые лица республики Эдзо с президентом, Эномото Такэаки (справа в центре), 1869 год.

Во время реставрации Мэйдзи, после капитуляции Эдо силам союза Саттё в 1868 году в войне Босин, Эномото отказался сдаться и бежал на своих кораблях в Хакодате (Хоккайдо) с остатками токугавского флота и несколькими французскими военными советниками во главе с Жюлем Брюне. Его флот из восьми военных пароходов был на тот момент самым мощным в стране.
Эномото надеялся создать независимую державу на Хоккайдо, которой бы управлял род Токугава. 25 декабря сторонники семьи Токугава провозгласили основание республики Эдзо, после чего избрали Эномото президентом. Но правительство Мэйдзи отказалось признавать разделение страны.
В следующем году правительство Мэйдзи завоевало Хоккайдо и разбило силы Эномото в битве за Хакодатэ. 18 мая 1869 года Хоккайдо перешло под управление императора Мэйдзи.

### Политик периода Мэйдзи

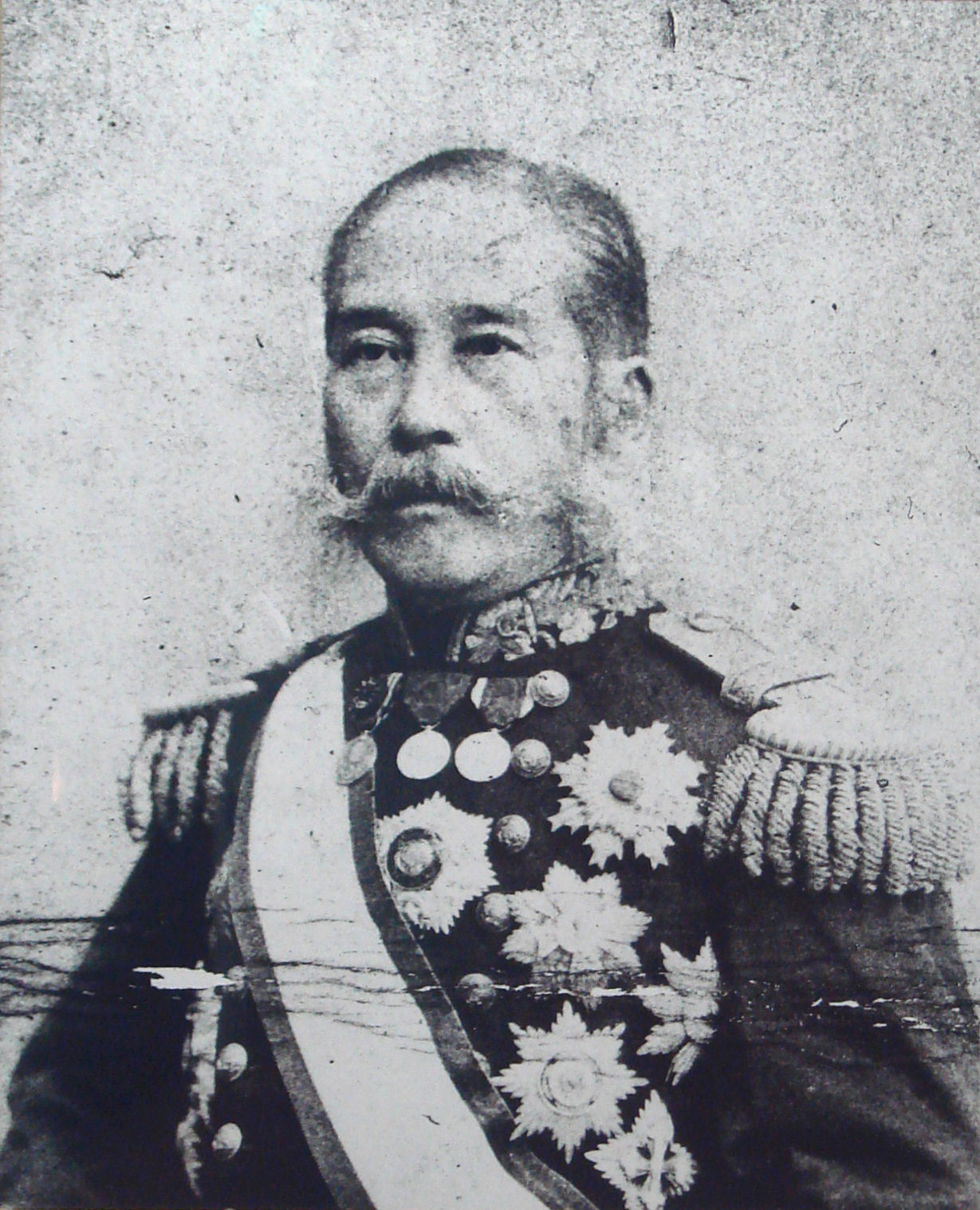
Такэаки Эномото в качестве министра иностранных дел в возрасте 56 лет (1891—1892).

После того, как Такэаки сдался, его обвинили в государственной измене и посадили в тюрьму. Однако власти правительства Мэйдзи осознали (в основном, благодаря настойчивости Киётаки Куроды), что Эномото обладает полезными знаниями и большими талантами. Его освободили, и Эномото стал одним из немногих сторонников Токугавы, перешедших в новое правительство, в то время, как в политических силах того времени доминировали выходцы из Нагато и Сацумы, старавшиеся не допускать выходцев из других регионов в общем и сторонников Токугавы в особенности. Несмотря на это, Такэаки стал исключением, вошедшим в новую клику в более высоком положении, чем кто бы то ни было до этого.
В 1874 году Эномото получил чин вице-адмирала в Японском имперском флоте, а на следующий год был послан в качестве посла в Российскую империю для заключения Петербургского договора. Успех договора был благожелательно принят правительством, и престиж Такэаки возрос. То, что его выбрали для столь важной миссии, означало, что прежние враги смогли преодолеть разногласия.

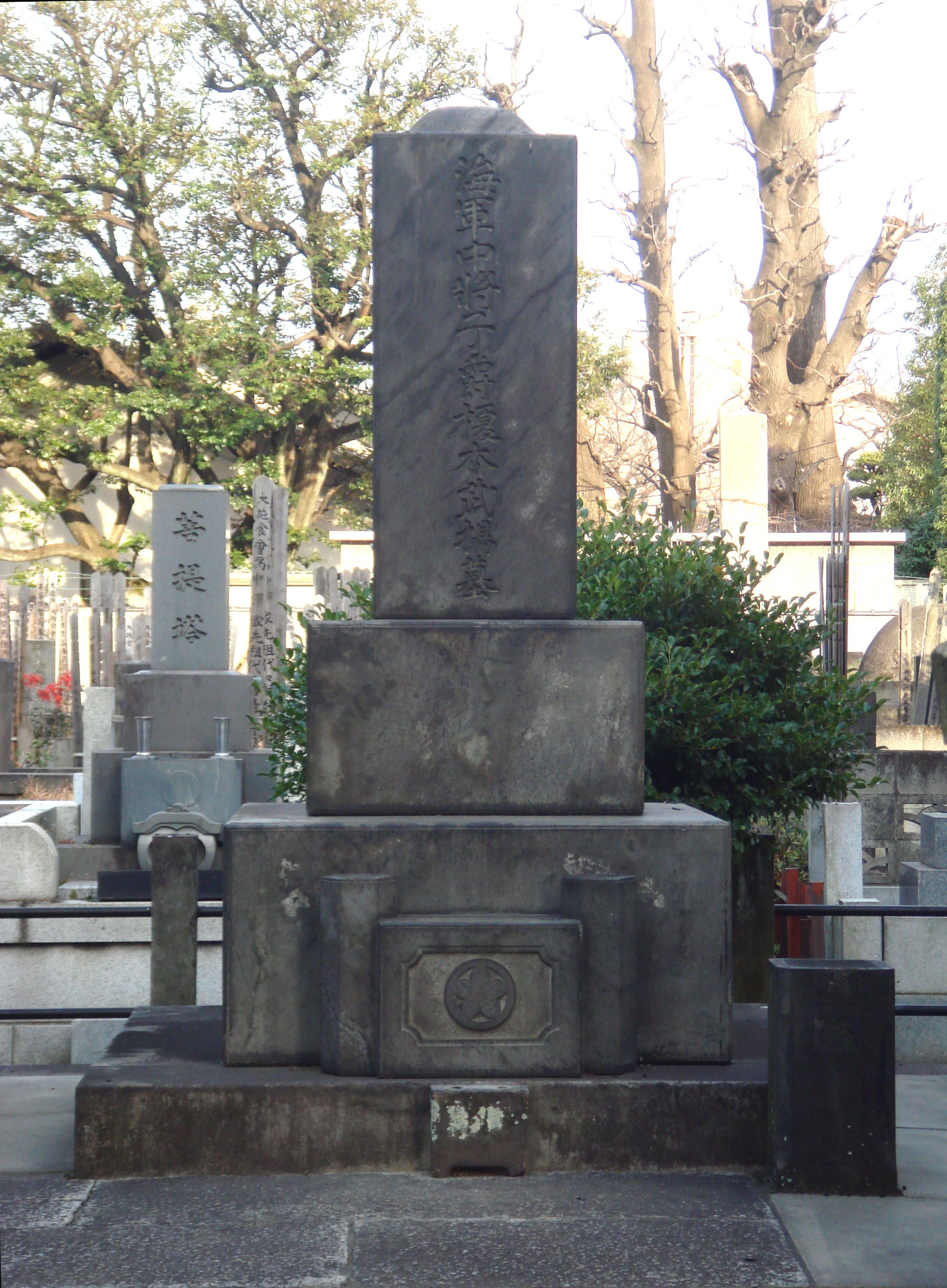
Могила Эномото в храме Китидзё-дзи, Бункё, Токио.

В 1880 году Эномото стал министром флота (яп. 海軍卿 кайгун кэй). В 1885 году дипломатические навыки Эномото вновь были поставлены на службу государству: его отправили сопровождать Ито Хиробуми для заключения Тяньцзинского договора с цинским Китаем. После этого Эномото последовательно занимал несколько важных постов на государственной службе. Он был первым министром связи (1885—1888) после введения кабинетной системы в 1885 году. Также он занимал пост министра сельского хозяйства и торговли в 1894—1897 годах, министра образования в 1889—1890 и министра иностранных дел в 1891—1892 годах.
В 1887 году Эномото был пожалован титул виконта (в системе кадзоку), он был избран членом Тайного совета.
Эномото был очень активным сторонником японской эмиграции, он основывал колонии поселенцев в Тихом океане, Южной и Центральной Америках. Вопреки сопротивлению Масаёси Мацукаты он основал особый орган для эмигрантов, целью которого было пропагандирование эмиграции и поиск новых потенциальных территорий для расселения японцев. Позже, уже покинув правительство, Эномото участвовал в учреждении частной организации «Колониальная ассоциация», занимавшейся внешней торговлей и эмиграцией.
Такэаки Эномото умер в 1908 в возрасте 72 лет. Его могила находится в храме Китидзё-дзи (35°43′39″ с. ш. 139°45′13″ в. д.).